# Cortébert (klockor)

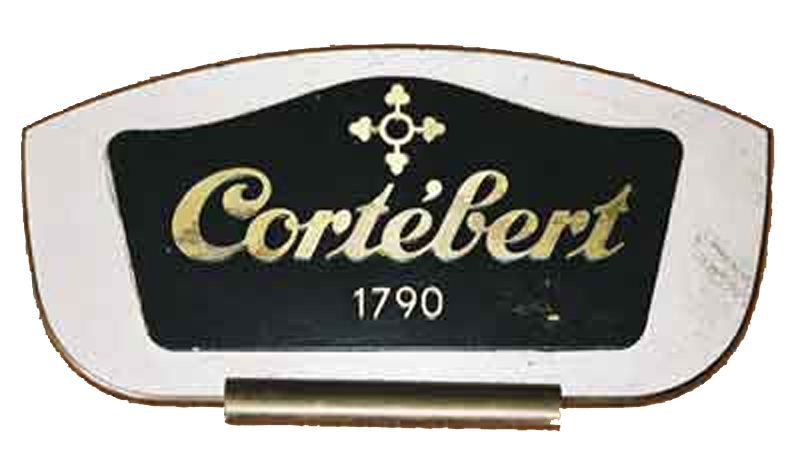
Cortéberts logotyp

Cortébert var en schweizisk urtillverkare av både armbandsur, fickur och andra typer av ur. Företaget grundades 1790 i Cortébert av Abraham-Louis Juillard. Cortébert tillverkade sina egna urverk, vilka har använts i Rolex-klockor. 
Cortébert gick i konkurs under mitten 1970-talet, i samband med att de batteridrivna kvartsuren kom ut på marknaden och många traditionella urtillverkare inte klarade av att följa med i utvecklingen. Samma händelseförlopp drabbade många av de mindre tillverkarna av mekaniska ur, och fenomenet brukar kallas ofta för kvartskrisen.